# ایمان ولانی
ایمان ولانی (انگلیسی: Iman Vellani؛ زادهٔ ۳ سپتامبر ۲۰۰۲) بازیگر زن کانادایی اهل مارکام، انتاریو است. ولانی در سپتامبر ۲۰۲۰ برای نقش خانم مارول برای نخستین بار در مجموعه تلویزیونی به همین نام از دیزنی پلاس انتخاب شد. وی دوباره این نقش را در فیلم مارول‌ها ۲۰۲۳ تکرار کرده است.

## اوایل زندگی و حرفه
ولانی در یک خانواده شیعه اسماعیلی در کراچی پاکستان متولد شده‌است و هنگامی که یک سال داشت همراه خانواده به کانادا مهاجرت کرد. وی از دبیرستان یونیون‌ویل در شهرستان یورک فارغ‌التحصیل شد. قبل از بازی در خانم مارول، ولانی به عنوان یکی از اعضای کمیته موج بعدی در جشنواره بین‌المللی فیلم تورنتو ۲۰۱۹ انتخاب شد.
در دسامبر ۲۰۲۳، ولانی بار دیگر نقش کمالا خان را در فیلم کاپیتان مارول ۲ تکرار کند.

## فیلم‌شناسی
| سال  | عنوان      | نقش                     | یادداشت        |
| ---- | ---------- | ----------------------- | -------------- |
| ۲۰۲۱ | خانم مارول | کامالا خان / خانم مارول | فیلم‌برداری     |
| ۲۰۲۲ | مارولی‌ها   | کامالا خان / خانم مارول | مرحله پس تولید |